# João Varela
João Varela (Velas, ilha de São Jorge —  Velas, ilha de São Jorge) foi um filantropo português e grande latifundiário na ilha de São Jorge. Residiu na Vila das velas, localidade onde escreveu o Auto da Fundação da Irmandade da Santa Casa da Misericórdia de Velas, corria o ano de 1543.
Foi um dos grandes beneméritos e também fundador desta Santa Casa da Misericórdia, tendo-lhe feito a doação dos terrenos onde foi construída a Igreja da Misericórdia, a actual Igreja de Nossa Senhora da Conceição, pertencente a essa Santa Casa.
Durante os anos de 1549, 1566 e 1574 foi provedor da referida Santa Casa da Misericórdia.
Corria o ano de 1570 obteve licença para mandar erigir a Capela de Santa Catarina na Igreja do Espírito Santo, onde foi sepultado.
Não tendo herdeiros legou todos os seus bens a esta Irmandade da Santa Casa da Misericórdia de Velas.